# Gewöhnlicher Dreimakelrüssler
Der Gewöhnliche Dreimakelrüssler (Graptus triguttatus, Syn.: Alophus triguttatus) ist ein Käfer aus der Familie der Rüsselkäfer und der Unterfamilie Entiminae. Er tritt in Europa in drei Unterarten auf (inversus, triguttatus und wau). Die Art ist selbst bei Genitaluntersuchung nicht leicht von ähnlichen Arten unterscheidbar.
Der wissenschaftliche Gattungsname Graptus ist von altgr. γραπτός graptós, „eingeritzt, geschrieben“ abgeleitet. Eventuell bezieht sich das auf die tief eingeschnittenen vorletzten Tarsenglieder (Abb. 3), eventuell auf die Zeichnung der Flügeldecken. Der ehemalige Gattungsname Alophus ist von  altgr. a, Verneinung, und λόφος lóphos „Nacken“ abgeleitet und bezieht sich auf das sehr kleine Schildchen. Der Artname triguttātus, a, um (lat.) bedeutet, „mit drei Tropfenflecken“ und beschreibt die Zeichnung der Flügeldecken. Das gilt auch für den deutschen Namen Dreimakelrüssler, den "Rüsselkäfer (Rüssler) mit drei Makeln (Flecken)".

## Merkmale des Käfers
Die Körperlänge schwankt zwischen 5,7 und 10 Millimeter. Ungewöhnlich ist die Vielgestaltigkeit der Schuppen, mit denen die verschiedenen Skelettteile bedeckt sind (Abb. 4).  Auf dem Halsschild sind die Schuppen meist schmal und länglich zugespitzt, selten kurz oval. Deutlich längere und schmälere, kurzen Kiefernadeln ähnelnde Schuppen sind eingestreut (Abb. 4 links). Auf den Flügeldecken sind die Schuppen kreisrund bis oval, dazwischen stehen einzelne lange zugespitzte Schuppen ähnlich denen des Halsschildes, jedoch aufrecht (Abb. 4 rechts; die aufrechten Schuppen weiß). Ausschließlich solche weißen aufgerichteten Schuppen finden sich auf dem Schildchen (Abb. 4 Mitte, oben Pronotum, unten Elytren). Die Schuppen sind in verschiedenen Brauntönen gefärbt, auch die weißlichen Flecke werden durch die entsprechende Färbung der Schuppen gebildet.
Die Mundwerkzeuge liegen auf einer Verlängerung des Kopfes nach vorn, dem Rüssel. Der Rüssel ist mäßig kantig, deutlich länger als breit, leicht nach unten gebogen und vorn etwas verbreitert. Auf der Oberseite hat er eine seichte Mittelrinne (Abb. 2). Die Furche, in die die Fühler eingelegt werden können, liegt auf der Seite des Rüssels und ist von oben nur im vorderen Bereich zu einem kleinen Teil einsehbar (Abb. 2). Nach hinten ist die Fühlerfurche anfangs scharf begrenzt und läuft, sich leicht senkend, auf den unteren Rand der Augen zu, wo sie erlischt (Abb. 1). Die Augen liegen auf der Kopfseite, sind wenig gewölbt, rundlich und höher als breit. Die geknieten Fühler bestehen aus einem bis zum vorderen Augenrand reichenden Schaft, einer siebengliedrigen schmalen Geißel und einer viergliedrigen spindelförmigen Keule (Abb. 2).
Der Halsschild besitzt eine einfache Mittellinie, die im vorderen Teil grubig vertieft und dann verkürzt, oder auch ganz erloschen sein kann. In der Mitte der Halsschildbasis ist ein Höckerchen ausgebildet oder wenigstens eine Beule angedeutet.
Die Flügeldecken sind mit drei Fleckenpunkten gezeichnet, die jedoch meist farblich wenig hervortreten und darüber hinaus in der Form beträchtlich variieren. Sie werden aus weißen Schuppen gebildet und sind häufig mit dunkleren Schuppen eingerahmt. Jede Flügeldecke hat kurz vor der Mitte einen nach der Seite auslaufenden Fleck (Zentralmakel), und  vor der Spitze ein über beide Flügeldecken laufendes, vorn gemeinsam und hinten einzeln eingebuchtetes Band. In diesem Band kann man auch den griechischen Buchstaben γ (Gamma) erkennen und deswegen ist ein synonymes Artepitheton auch gamma. Zusammen sind die Flügeldecken oval. Ihre größte Breite wird beim Männchen in der Mitte, beim Weibchen davor gemessen. Hinten sind die Flügeldecken gemeinsam abgerundet. Das Schildchen ist klein, aber deutlich sichtbar (Abb. 4 Mitte).
Die Höhlen, in die die Vorderhüften eingelenkt sind, liegen wesentlich näher am Hinterrand der Vorderbrust als an deren Vorderrand (Abb. 5). Die Schenkel sind ungezähnt (Abb. 5). Die Kahlfläche am Ende der Schienen liegt in etwa senkrecht zur Schiene und ist von einem Kranz Borsten umgeben (Abb. 3). Der Enddorn auf der Innenseite der Schiene ist relativ klein (Abb. 3 und 5). Das dritte (vorletzte) Tarsenglied ist tief über die Mitte hinaus eingeschnitten und breit gelappt (Abb. 3). Die Klauen sind an der Basis nicht miteinander verwachsen.
| Abb. 1: Seitenansicht Abb. 2: Rüssel                         | Abb. 4: Detail Beschuppung links Halsschild, rechts Flügeldecke Mitte: Schildchen (Pronotum oben) Abb. 5: Unterseite |
| Abb. 3: Vordertarse von unten, rechts Ende der Vorderschiene | |

## Biologie
Die Biologie der Art ist noch weitgehend unbekannt. Als Fraßpflanzen werden Spitzwegerich, Gewöhnlicher Löwenzahn, Gewöhnlicher Wasserdost, Echter Beinwell und Herzblättriger Beinwell genannt. Bei Fütterungsversuchen zeigt sich die Art jedoch nahezu wahllos polyphag. Adulte Tiere wurden häufig unter Steinen, zwischen Moos und Gräsern und an Wasser gefunden, sie scheinen also feuchtigkeitsliebend zu sein.

## Verbreitung
Das Verbreitungsareal ist auf Europa beschränkt und zweigeteilt. Es umfasst im Westen Großbritannien, Frankreich, Deutschland, Tschechien, Österreich, die Schweiz und Italien. Ungarn bildet die Brücke zum östlichen Teil des Verbreitungsgebiets mit Moldawien, der Ukraine und Nord-,  Ost-, Zentral- und Südrussland.
Die Unterart Graptus triguttatus inversus ist nur aus Österreich bekannt. Im Osten des Verbreitungsgebietes ist die Art durch die Untergattung Graptus triguttatus wau  vertreten.

## Gefährdung
Die Art gilt in Deutschland als ungefährdet.